# BROOCH
『BROOCH』（ブロウチ）は、矢野顕子のアルバム。1985年6月、やのミュージックより発売。のちに曲目が増補されたCDが、1986年9月5日、ミディより発売された。本項においては、1986年にソニーより発売された、同名のビデオについても述べる。

## 概要
高橋悠治のピアノ伴奏と矢野顕子の歌唱で、クラシックの歌曲を取り上げるという企画による通信販売の自主制作盤である。このバージョンは立花ハジメのパッケージデザインによるシングル盤4枚組であった。
その後1986年には曲目が追加され、MIDIよりCDが一般発売された。追加曲には高橋悠治と坂本龍一の２台のピアノ伴奏による曲もある。(M11, 15, 16)
原曲の歌詞がフランス語やドイツ語の曲については、英語で歌われている。

## 収録曲
やのミュージック版
1. Chanson Française(French Song)　(作詞・作曲：traditional　和声付け：M.Ravel)
2. Vorfrühling(Earliest Spring)　(作詞：F.Avenarius　作曲：A.Webern)
3. Beau Soir(Beautiful Evening)　(作詞：P.Bourget　作曲：C.Debussy)
4. Il Pleure dans mon Cœur(Tears Fall in my Heart)　(作詞：P.Verlaine　作曲：C.Debussy)
5. The Owl and the Pussy-Cat　(作詞：E.Lear　作曲：I.Stravinsky)
6. Fromm(Piety)　(作詞：G.Falke　作曲：A.Webern)
7. Pastorale(Pastoral)　(ヴォカリーズ　作曲：I.Stravinsky)
8. Le Temps a Laissié son Manteau(Old Time Now his Mantle hath Doffed)　(作詞：C.d'Orleans　作曲：C.Debussy)
9. はこ　(作詞：谷川俊太郎　作曲：高橋悠治)
10. 小まどから　(作詞：岡真史　作曲：高橋悠治　編曲：戸島美喜夫)
11. リンゴ　(作詞：岡真史　作曲：高橋悠治)
  - この2曲は岡真史の詩集『ぼくは12歳』に、高橋悠治が曲を付けた歌曲集より。矢野のアルバム『愛がなくちゃね。』にも同じ歌曲集から1曲が収録されている。
12. ゆめのよる　(作詞：谷川俊太郎　作曲：高橋悠治)

- 1～8面各面の収録曲は、順に1,2 - 3,4 - 5,6 - 7,8 - 9 - 10 - 11 - 12であった。

MIDI版
1. ゆめのよる
2. 小まどから
3. リンゴ
4. はこ
5. Fromm(Piety)
6. Beau Soir(Beautiful Evening)
7. Pastorale(Pastoral)
8. Vorfrühling(Earliest Spring)
9. The Owl and the Pussy-Cat
10. Chanson Française(French Song)
11. Chevaux de Bois(Wooden Horses)　(作詞：P.Verlaine　作曲：C.Debussy)
12. Die Wetterfahne(The Vane)　(作詞：W.Muller　作曲：F.Schubert)
13. Il Pleure dans mon Cœur(Tears Fall in my Heart)
14. Voici que le Printemps(Here is Spring)　(作詞：P.Bourget　作曲：C.Debussy)
15. Die Forelle(The Trout)　(作詞・作曲：F.Schubert)
16. Der Lindenbaum(The Linden-Tree)　(作詞：W.Muller　作曲：F.Schubert)
17. Ständchen(Serenade)　(作詞：W.Shakespeare　作曲：F.Schubert)
18. Le Temps a Laissié son Manteau(Old Time Now his Mantle hath Doffed)

## ビデオ版
本アルバムの発売と同時に行われた「BROOCH LIVE」の模様を収録したビデオも、ソニーより発売された。ここでは「おぼろづきよ」「わたしのにゃんこ」など、アルバムとは異なる曲目も演奏されている上、矢野自身もピアノを演奏している曲がある。舞台・映像・パッケージのデザインは立花ハジメが担当した。2005年、ファイブ・エース（販売はポニー・キャニオン）より、DVDとして再発売された。2012年、ソニー・ミュージック・ダイレクトより、ボックスセット「1980's 矢野顕子ライブ」の一部として、ブルーレイ・ディスクで再発売された。
1. Chanson Française
2. Beau Soir
3. Il Pleure Dans Mon Coeur
4. Le Temps a Laissié Son Manteau
5. はこ
6. Home Sweet Home　(作詞・作曲：矢野顕子)
7. David　(作詞・作曲：矢野顕子)
8. きょうのわたくし (作詞・作曲：矢野顕子)
9. わたしのにゃんこ (作詞・作曲：矢野顕子)
10. WATER WAYS FLOW BACKWARD AGAIN (作曲：矢野顕子)
11. HI, HI, HI　(作詞・作曲：矢野顕子)
12. おぼろづきよ (作詞：高野辰之、作曲：岡野貞一)
13. Pastorale